# José María Gil-Albert Velarde
José María Gil-Albert Velarde (Villarcayo, 1925 - Logronyo, 14 de desembre de 2007) va ser un advocat i polític espanyol, ex-diputat de la UCD i fiscal general de l'Estat entre 1980 i 1982.

## Biografia
Llicenciat en Dret, va exercir d'advocat. Va pertànyer a la UCD des dels començaments de la formació sota la direcció d'Adolfo Suárez. Aconsegueix un escó en les Corts Constituents, va ser protagonista de la transició a La Rioja i va ser nomenat fiscal general de l'Estat amb el Govern de Suárez, va viure en aquest càrrec la nit del 23F. Personatge respectat que va intervenir molt activament en la constitució de la Comunitat Autònoma de La Rioja, participant en la redacció de l'Estatut Autonòmic, així com en altres Normes Jurídiques transcendents, com l'Estatut Orgànic del Ministeri Fiscal, la Llei General Penitenciària i l'Estatut d'Autonomia del País Basc. Abandona la política activa amb la desaparició de la UCD en 1982. Una vegada abandonada la política va exercir l'advocacia al seu bufet de Logronyo. Les seves restes reposen en el cementiri de Logronyo.